# Aeroportul Wotje
Aeroportul Wotje (IATA: WTE, FAA LID: N36) este un aeroport din Insulele Marshall ce deservește zona Wotje Atoll⁠(d).
Situat la o altitudine de 1 m, aeroportul dispune de o singură pistă.